# Arbanitis
Arbanitis es un género de arañas migalomorfas de la familia Idiopidae. Se encuentra en Australia Occidental. 

## Lista de especies
Según The World Spider Catalog 11.5:
- Arbanitis beaury Raven & Wishart, 2006
- Arbanitis longipes (L. Koch, 1873)
- Arbanitis robertcollinsi Raven & Wishart, 2006